# 小行星21558
小行星21558（21558 Alisonliu）是一颗绕太阳运转的小行星，为主小行星带小行星。该小行星于1998年8月24日发现。

## 轨道参数
小行星21558的轨道半长轴为2.6731929 UA，离心率为0.164。